# Letnie Mistrzostwa Szwecji w Skokach Narciarskich 2017
Letnie Mistrzostwa Szwecji w Skokach Narciarskich – zawody odbyły się w Örnsköldsvik 2 września 2017 roku w celu wyłoniena najlepszych skoczków w kraju na igelicie.
Wśród kobiet rozegrano zawody seniorek i juniorek. W obu wystąpiły te same cztery zawodniczki i zostały one sklasyfikowane w takiej samej kolejności. Dwukrotnie najlepsza była Frida Westman, drugie miejsce zajmowała Astrid Moberg, a na trzecim miejscu zawody kończyła Julia Mohlén W zawodach pań dwukrotnie na starcie pojawiła się również Julia Lundberg, jednak jej skoki były za słabe, żeby uplasować się na podium.
W kategorii mężczyzn wśród juniorów najlepszy okazał się być Marcus Flemström. Jego jedynym rywalem w tej konkurencji był o równe 195 punktów gorszy Albin Lindbom, który uzyskał tylko 91 punktów.
Mistrzostwo kraju wśród seniorów wywalczył Christian Inngjerdingen wyprzedzając zwycięzcę wśród juniorów Marcusa Flemströma o czternaście punktów. Trzecie miejsce zajął Olof Lundgren ze znaczną już stratą do zawodników sklasyfikowanych wyżej od niego. W konkursie udział wzięło siedmiu skoczków.
W ramach mistrzostw rozegrano także konkurs drużynowy. Udział w nim brały tylko dwie drużyny składające się z dwóch zawodników. Zwycięzcą okazała się być drużyna Holmens IF (Olof Lundgren i Christian Inngjerdingen), której wynik końcowy wyniósł 425,5 punktu. Byli oni bezkonkurencyjni dla drużyny Sollentuna BHK (Anders Gustafsson i Jonathan Swedberg), których nota to zaledwie 158,5 punktu.

## Wyniki

### Konkurs indywidualny juniorek [HS100]
| Miejsce | Zawodniczka    | Klub             | Skok 1 | Skok 2 | Punkty |
| ------- | -------------- | ---------------- | ------ | ------ | ------ |
| 1.      | Frida Westman  | IF Friska Viljor | 85,0 m | 92,5 m | 209,0  |
| 2.      | Astrid Moberg  | IF Friska Viljor | 73,0 m | 80,0 m | 154,5  |
| 3.      | Jonna Mohlén   | IF Friska Viljor | 72,5 m | 72,5 m | 134,5  |
| 4.      | Julia Lundberg | IF Friska Viljor | 60,5 m | 67,0 m | 100,5  |

### Konkurs indywidualny kobiet [HS100]
| Miejsce | Zawodniczka    | Klub             | Skok 1 | Skok 2 | Punkty |
| ------- | -------------- | ---------------- | ------ | ------ | ------ |
| 1.      | Frida Westman  | IF Friska Viljor | 91,5 m | 93,0 m | 226,0  |
| 2.      | Astrid Moberg  | IF Friska Viljor | 84,0 m | 85,0 m | 194,0  |
| 3.      | Jonna Mohlén   | IF Friska Viljor | 74,0 m | 69,5 m | 135,0  |
| 4.      | Julia Lundberg | IF Friska Viljor | 67,0 m | 70,5 m | 125,0  |

### Konkurs indywidualny juniorów [HS100]
| Miejsce | Zawodnik         | Klub          | Skok 1 | Skok 2 | Punkty |
| ------- | ---------------- | ------------- | ------ | ------ | ------ |
| 1.      | Marcus Flemström | Sollefteå GIF | 89,5 m | 85,0 m | 196,0  |
| 2.      | Albin Lindbom    | Fagersta BHK  | 59,5 m | 60,0 m | 91,0   |

### Konkurs indywidualny mężczyzn [HS100]
| Miejsce | Zawodnik                | Klub           | Skok 1 | Skok 2 | Punkty |
| ------- | ----------------------- | -------------- | ------ | ------ | ------ |
| 1.      | Christian Inngjerdingen | Holmens IF     | 95,0 m | 87,0 m | 228,0  |
| 2.      | Marcus Flemström        | Sollefteå GIF  | 88,0 m | 86,5 m | 214,0  |
| 3.      | Olof Lundgren           | Holmens IF     | 85,0 m | 79,5 m | 186,5  |
| 4.      | Simon Eklund            | Holmens IF     | 75,0 m | 77,0 m | 161,0  |
| 5.      | Albin Lindbom           | Fagersta BHK   | 64,0 m | 59,0 m | 92,5   |
| 6.      | Jonathan Swedberg       | Sollentuna BHK | 61,0 m | 57,0 m | 82,0   |
| 7.      | Andreas Gustafsson      | Sollentuna BHK | 53,0 m | 54,0 m | 55,5   |

### Konkurs drużynowy mężczyzn [HS100]
| Miejsce | Klub           | Zawodnik                | Punkty |
| ------- | -------------- | ----------------------- | ------ |
| 1.      | Holmens IF     | Olof Lundgren           | 425,5  |
| 1.      | Holmens IF     | Christian Inngjerdingen | 425,5  |
| 2.      | Sollentuna BHK | Andreas Gustafsson      | 158,5  |
| 2.      | Sollentuna BHK | Jonathan Swedberg       | 158,5  |